# Декларация Даунинг-Стрит
Декларация Даунинг-стрит (англ. Downing Street Declaration) — совместная декларация от 15 декабря 1993 года, заключённая между премьер-министром Великобритании, Джоном Мейджором, а также премьер-министром Республики Ирландии, Альбертом Рейнольдсом, в офисе премьер-министра Великобритании по Даунинг-стрит, 10. Она подтвердила как право народа Ирландии на самоопределение, так и то, что Северная Ирландия будет передана Ирландии Соединённым Королевством если и только если большинство населения выступит за подобный шаг.
Она включала в себя принцип, согласно которому народ острова Ирландия, имеет исключительное право решать вопросы между севером и югом острова по обоюдному согласию. Последнее утверждение, которое позже станет одним из пунктов Соглашения Страстной пятницы, было ключевым для произведения положительного изменения отношения со стороны республиканцев к урегулированию путём переговоров. В декларации также есть обещание правительств добиваться мирного конституционного урегулирования, и обещание, что стороны, связанные с военизированными формированиями (например, Шинн Фейн) могут принимать участие в переговорах, пока они воздерживаются от насилия.
Декларации оказалось достаточным для Временной Ирландской республиканской армии, чтобы объявить о прекращении огня 31 августа 1994 года; затем, 13 октября, от огня отказалось и объединенне военное командование лоялистов .